# Cause réelle et sérieuse du licenciement en droit du travail français
Le licenciement pour cause réelle et sérieuse est un mode de licenciement en droit du travail français, qui nécessite une cause existante, exacte, objective et d'une certaine gravité, rendant nécessaire le licenciement.
Auparavant, lorsqu'un employeur décidait de se séparer de son salarié, seul le recours pour abus de droit était possible pour ce dernier.
Pour parer aux abus qui avaient pu être constatés et ériger un droit plus protecteur du salarié, le législateur intervient donc avec la loi du 13 juillet 1973, qui subordonne l'exercice du droit de licenciement à l'existence d'un motif réel et sérieux et permet au juge de substituer son appréciation à celle de l'employeur quant à l'existence d'un tel motif. 

## La motivation
L’article L1235-1 du code du travail français prévoit qu’en cas de litige, le juge apprécie la régularité de la procédure suivie et le caractère réel et sérieux des motifs invoqués par l’employeur. Or, la réalité du motif implique l'existence d'un « élément matériel constitué par un fait concret, susceptible d'être prouvé, lié à l'exécution du contrat de travail et tenant soit à la personne du salarié ou à son aptitude au travail, soit à l'organisation ou au bon fonctionnement de l'entreprise ».
De même, ces faits doivent être directement imputables au salarié et doivent revêtir une certaine gravité rendant impossible, sans dommage pour l'entreprise, la continuation du travail et rendant nécessaire le licenciement . L'employeur est tenu d'énoncer le ou les motifs de licenciement dans la lettre de licenciement. Cette dernière fixe ainsi les limites du litige et « s'oppose à ce que l'employeur invoque des motifs non indiqués dans cette lettre ».

## Le caractère de la cause réelle
La cause réelle et sérieuse n'est pas définie par les textes. Aussi la délimitation de cette notion résulte-t-elle de la jurisprudence et des éléments de définition tirés des travaux parlementaires.
Le ministre du Travail énonçait, lors des débats parlementaires que la cause est réelle « si elle présente un caractère d’objectivité, ce qui exclut les préjugés et les convenances personnelles. La cause réelle peut être, par exemple, une faute, une inaptitude professionnelle ou une réorganisation professionnelle ».
Le motif réel est à la fois un motif existant, exact et objectif.

### L'existence du motif
La réalité du motif implique l'existence d'un élément matériel constitué par un fait concret, susceptible d'être prouvé, lié à l'exécution du contrat de travail et tenant soit à la personne du salarié soit en raison de son comportement jugé fautif par l'employeur (licenciement disciplinaire) ou à son aptitude au travail, soit à l'organisation ou au bon fonctionnement de l'entreprise.

### Une cause exacte
C'est la contestation du fait que le motif soit le véritable motif du licenciement.
Ainsi, l’employeur, depuis 1973, ne peut plus faire état d’une insuffisance professionnelle sans s’appuyer sur des faits précis. La simple allégation de l’employeur ne suffit plus (Cass. Soc., 5 février 2002). Ces faits doivent pouvoir être constatés objectivement. Ils doivent pouvoir être matériellement vérifiables (Soc., 17 janvier 2001).
Depuis la « jurisprudence Janousek » de 1976, l’absence de motifs précis équivaut à un licenciement sans cause réelle et sérieuse (Soc., 29 novembre et 18 avril 1991 ; Ass. Plén., 27 novembre 1998).

### Le caractère objectif de la cause
Elle doit se traduire par :
- des manifestations extérieures susceptibles de vérifications : « indépendante de la bonne ou mauvaise humeur de l'employeur » excluant « les préjugés et les convenances personnelles »[5] . Au contraire, la cause est subjective lorsqu'elle ne se réfère à aucun fait précis, lorsqu'elle n'existe que dans l'esprit de l'employeur.

Ainsi a été écartée la perte de confiance : dans un arrêt du 29 novembre 1990, la chambre sociale de la Cour de cassation a énoncé « qu’un licenciement pour une cause inhérente à la personne doit être fondé sur des éléments objectifs ; que la perte de confiance alléguée par l’employeur ne constitue pas en soi un motif de licenciement ». Cette jurisprudence a été confirmée (Soc., 16 juin 1993) et précisée (Soc., 29 mai 2001).
Sont également écartés tous les motifs discriminatoires (articles L. 122-45, L. 122-46, L. 122-49 du code du travail français)
- des faits imputables au salarié : la Cour de cassation estime que le licenciement est dépourvu de cause réelle et sérieuse lorsqu'« aucun fait personnel n'était imputable à la salariée »[6] : « attendu que pour dire la rupture du contrat de Mlle Benamsili est fondée sur une faute grave, la cour d'appel retient que les injures et menaces proférées par sa sœur, en la présence passive de la salariée, sont constitutives d'une faute grave. Attendu cependant qu'un comportement fautif ne peut résulter que d'un fait imputable au salarié, d'où il suit qu'en statuant comme elle l'a fait, alors que le comportement de sa sœur, seul visé dans la lettre de licenciement, ne pouvait être imputé à faute à Mlle Benamsili, la cour d'appel a violé les dispositions susvisées »[7].

## Caractères de la cause sérieuse
La cause sérieuse est une « cause revêtant une certaine gravité, qui rend impossible sans dommage pour l'entreprise, la continuation du travail et qui rend nécessaire le licenciement », elle s'apprécie en fonction du trouble qu'apporterait au fonctionnement de l'entreprise la continuation du contrat de travail :
- les faits doivent avoir un caractère professionnel : sur le lieu de travail et durant les horaires de travail ;
- de nature à rendre impossible le maintien du contrat de travail.

Depuis 1976, la faute légère ne permet plus de justifier un licenciement (Soc., 1er déc. 1976).
Donc, lorsque le juge intervient pour contrôle a posteriori, il procède dans un premier temps à l'appréciation du grief matériellement vérifiable ensuite à l'appréciation de la cause réelle et sérieuse du licenciement.